# Wi-Fi дальнего действия
Wi-Fi дальнего действия (англ. Long-range Wi-Fi) — используется для недорогих, нерегулируемых компьютерных сетевых подключений в качестве альтернативы другим фиксированным беспроводным, сотовым сетям или спутниковому доступу в Интернет.

## Описание
Сети Wi-Fi имеют диапазон, который ограничен частотой, мощностью передачи, типом антенны, местоположением, в котором они используются, и окружающей средой. Типичный беспроводной маршрутизатор в системе многоточечной связи внутри помещений с использованием 802.11n и стандартной антенны может иметь радиус действия 50 метров (160 футов) или меньше. Наружные двухточечные схемы за счёт использования направленных антенн могут быть увеличены на многие километры между базовыми станциями.